# Wilhelm Schulze
Pour les articles homonymes, voir Schulze.
Wilhelm Schulze (10 décembre 1920 à Leipzig - 30 décembre 2002) est un professeur allemand de médecine vétérinaire, directeur de l'université de médecine vétérinaire de Hanovre (1966-1968, 1978-1980 et 1980-1981) et spécialiste des porcs.

## Parcours professionnel
Schulze a étudié la médecine vétérinaire à l'université de Leipzig et à l'université de Hanovre. Il en est ensuite devenu professeur de 1950 à 1956 puis doyen entre 1952 et 1955. En 1957, il est nommé professeur à Hanovre où il établit une clinique spécialisée pour les porcs.

### IPVS
En 1968, il fonde de la Société international du porc vétérinaire (IPVS). Son dévouement pour ses espèces privilégiées lui vaut alors le surnom de « Porcs-Schulze » (« Schweine-Schulze ») parmi les étudiants, les collègues et les vétérinaires.

### Diplômes et prix
Schulze a reçu des diplômes honorifiques de l'université libre de Berlin, l'université de médecine vétérinaire de Vienne, l'université de Varsovie et l'université de Leipzig. Le 24 août 2006, l'université a décidé, à titre posthume, de nommer un prix en son honneur.

## Expérimentation
Entre 1974 et 1978, Schulze et ses collègues ont mené une étude à l'École de médecine vétérinaire de l'université de Hanovre en Allemagne. L'étude Tentatives d'objectiver la douleur et la conscience dans les méthodes conventionnels (pistolet d'abattage) et rituels (couteau) d'abattage des moutons et des veaux est signalé sur les sites web islamiques, d'avoir conclu que « la méthode Islamique d'abattage est la plus humaine des méthodes d'abattage et que le pistolet d'abattage, pratiquée dans l'Ouest, provoque de graves douleurs à l'animal ».
La méthode d'abattage non islamique (pistolet) utilisée dans l'étude a été utilisée uniquement sur des moutons.